# Marcello Nizzola
Marcello Nizzola, né le 17 février 1900 à Gênes et mort le 22 février 1947 dans la même ville, est un lutteur italien spécialiste de la lutte gréco-romaine.

## Carrière
Marcello Nizzola participe aux Jeux olympiques d'été de 1932 à Los Angeles et remporte la médaille d'argent dans la catégorie des poids coqs.